# Galissus
Galissus is een kevergeslacht uit de familie van de boktorren (Cerambycidae). De wetenschappelijke naam van het geslacht werd voor het eerst geldig gepubliceerd in 1840 door Dupont.

## Soorten
Galissus omvat de volgende soorten:
- Galissus azureus Monné & Martins, 1981
- Galissus cyaneipennis (Waterhouse, 1880)
- Galissus cyanopterus Dupont, 1840
- Galissus nigrescens Martins, Galileo & Ramírez Campos, 2012
- Galissus nigriventris (Lane, 1965)